# Frank Wichmann
Frank Wichmann ist ein ehemaliger deutscher Handballspieler.

## Werdegang
Wichmann stammt aus dem Berliner Verein VfL Lichtenrade 1894. Als Spieler des TuS Derschlag (damals Regionalliga) wurde er im April 1979 von Bundestrainer Vlado Stenzel erstmals in die deutsche Nationalmannschaft berufen und gab im selben Monat während einer Länderspielreise nach Dänemark seinen Einstand in der Auswahl des Deutschen Handballbundes. Auf Vereinsebene spielte er später bei TUSEM Essen.